# Cleistanthus macrophyllus
Cleistanthus macrophyllus är en emblikaväxtart som beskrevs av Joseph Dalton Hooker. Cleistanthus macrophyllus ingår i släktet Cleistanthus och familjen emblikaväxter. Inga underarter finns listade i Catalogue of Life.